# ビデオマガジン
ビデオマガジン（Video Magazine）とは、映像を収録したビデオソフト・DVDを主体とした定期刊行物。中には雑誌コードを取得し、完全に雑誌同様の形態で販売されるものもある。
日本では、一般家庭にVHS方式のビデオデッキが普及した1980年代後半より本格的に登場した形態。特に静止画（写真）と文章だけではなかなか解説が困難な自動車の運転や各種スポーツ等の解説に使われたりする。またアイドルのイメージビデオをビデオマガジン形式で販売するケースも多い。1990年代前半まではアニメ番組のダイジェストや、歌手のプロモーションビデオ等を集めたビデオマガジンも多く見られた。
最近では地上波のテレビでは放送されないスポーツ（主に自動車レース）のシリーズを収録したソフトをビデオマガジンの形式で販売するケースも見られる。

## 主なビデオマガジン

### 自動車
- ベストモータリング（2&4モータリング社）
- ホットバージョン（2&4モータリング社→HVプロジェクト）
- ビデオオプション（三栄書房・サンプロス）
- カービデオマガジン（学習研究社・オノプロダクション・セブンイレブン販売）

### オートバイ
- マンスリーモーターサイクルビデオマガジン RIDE ON（禅プランニング）
- ライダーズビデオステーション「バーン」（ローソン専売）

### 鉄道
- レイルリポート（ビコム）

### 音楽
- VOS（キャプテン・レコード・現在廃刊）

### アイドル
- MOMOCO CLUB（日本ビクター）

### ゲーム
- GTV（CBSソニー）
- ファミマガVideo（徳間書店）
- セガビデオマガジン→セガサターンビデオマガジン（セガ・エンタープライゼス）

### アニメ
- アニメビジョン（日本ビクター）
- アニメビジョンスペシャル（大陸書房）
- アニメ・V・コミック レンタマン（ネクスタート）
- 電影帝国（バンダイビジュアル）